# Schron amunicyjny „Podchruście”

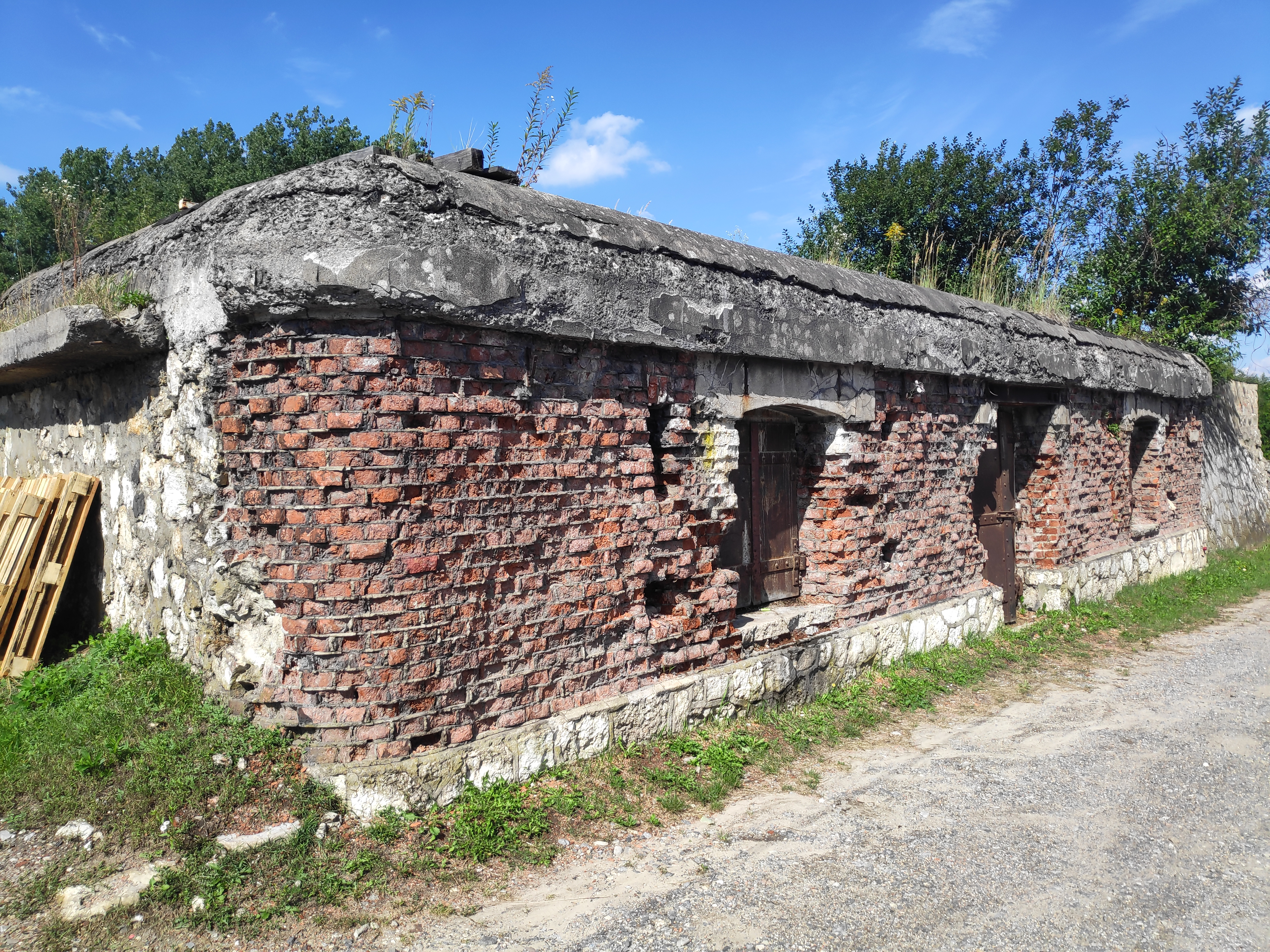
Fasada schronu amunicyjnego "Podchruście" w roku 2020. Widoczna jest zaawansowana erozja ceglanych jej elementów. Zauważyć można również zachowane elementy pancerne (okiennice i drzwi)

Schron amunicyjny „Podchruście” – schron powstały w latach 1913–1914.
Obiekt niszczeje, popada w ruinę. Będąc przy schronie można dotknąć jego cegieł, poczuć i zobaczyć jak pod wpływem dotyku cegła się kruszy.
Niszczejący zabytek znajduje się przy ul. Ojcowskiej 172 w Krakowie.